# Естонська діаспора
Есто́нська діа́спора (ест. Väliseestlased) — естонці, що постійно проживають за межами Естонії. За межами Естонії, за деякими оцінками, мешкає понад 160 000 естонців. Якщо врахувати, що загальна кількість естонців становить 1,1 мільйона чоловік, то близько 14 % з них (станом на 2016 рік) проживають за межами своєї історичної батьківщини. Найбільша діаспора сьогодні знаходиться в Росії, Сполучених Штатах, Швеції та Канаді. На ці чотири країни припадає ¾ діаспори. Естонські громади існують, щонайменше, у 24 країнах. В Україні за даними перепису 2001 року проживало 2868 естонців.

## Історія
Естонська діаспора сформувалася внаслідок двох великих хвиль еміграції у 2-й половині 19 століття і 1-й половині 20 століття, а також третьої хвилі, що почалася наприкінці 1980-х років і триває дотепер.

### Формування естонської діаспори

#### 1850—1917
Перша велика еміграція естонців почалася в 1850-х роках і тривала до Першої світової війни. Вона була спрямована переважно у різні регіони тогочасної Російської імперії — у північно-західну, північну та центральну Росію, Сибір, на Далекий Схід, на Кавказ, в Крим (див. кримські естонці), на Волгу та в інші місця. Внаслідок цих переселень перед початком Першої світової війни в районах Російській імперії за межами Балтії мешкало близько 200 000 естонців або 20 % її населення. По всій Російській імперії було засновано близько 300 естонських поселень. Лише незначна частка естонців оселилася у Сибіру і на Далекому Сході, до 90 % естонців оселилися у європейській частині імперії.
Еміграція була викликана переважно демографічним зростанням і намаганням царського уряду заселити малолюдні райони імперії. Селяни, у яких не було достатньої кількості будинків та земельних ділянок, не хотіли селитися у містах.
Окрім Російської імперії естонці переселялися до Сполучених Штатів і Канади. На початку 20 століття в Північній Америці мешкало близько 10 000 естонців, меншою мірою естонці також жили в Австралії, Фінляндії та Латвії. До 1917 року у країнах Заходу оселилося до 15 000 естонців.
Станом на 1917 рік за межами Естонії проживало близько 215 000 естонців, що становило 19 % від кількості всіх естонців. Це був історичний максимум як в абсолютних, так і у відносних цифрах.

#### 1918—1938
У період між 1924—1938 роками, після здобуття Естонією незалежності, близько 16 000 осіб виїхали з країни, 75 % з них були естонцями. З-поміж тих, хто виїхав з країни, 41 % переселилися до європейських країн, 30 % — до Америки, 19 % — до Росії, 8 % — до Австралії та 2 % — до інших місць. Імміграція в США припинилися після введення в 1924 році законодавчих обмежень відносно імміграції зі Східної та Центральної Європи, внаслідок чого Південна Америка стала найважливішим пунктом призначення для емігрантів. В 1920–1930-х роках естонці естонські громади виникли в Аргентині, Бразилії та Австралії.
Загальна чисельність естонської діаспори на Заході у 1939 році не перевищувала 30 000 осіб.

#### 1939—1945

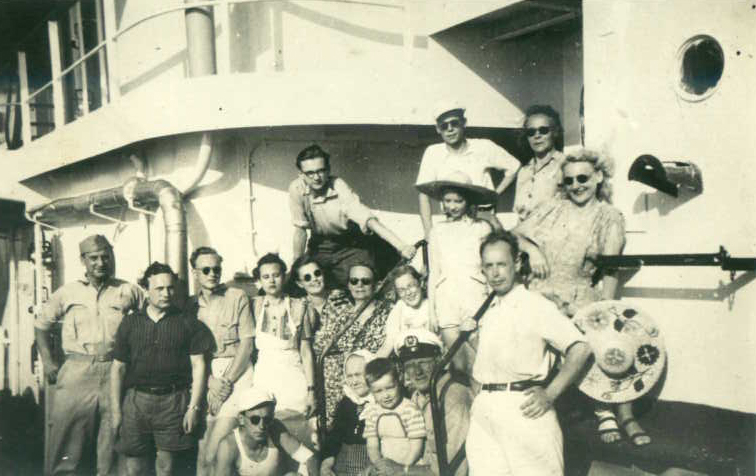
Естонці в Аргентині у 1946 році.

Друга велика хвиля естонської еміграції була викликана подіями Другої світової війни та радянською окупацією Прибалтики у 1944 році.
Близько 7000—8000 естонців виїхали з країни протягом російської окупації 1940—1941 років. Під час Другої світової війни кілька тисяч естонців було вивезено на роботи до Німеччини. З вторгненням до Естонії Червоної Армії навесні 1944 року, до країн Заходу виїхало 70 000—80 000 естонців, що рятувались від окупації. Від 6 до 9 % цих переселенців загинуло в дорозі. Більшість з них переселилися до Німеччини та Швеції. За різними даними, від 1000 до 10 000 з них були повернені до радянської Естонії. Після війни, найбільші громади були, окрім Німеччини й Швеції, також у США, Канаді, Австралії та Великій Британії.
Після радянської окупації Естонії у 1944 році до 50 000 естонців було депортовано з Естонії до Росії.
У 1945 році за межами Естонії проживало до 200 000 естонців. Разом з представниками попередніх хвиль еміграції, в країнах Заходу опинилося до 90 000 естонців, на території колишнього СРСР — 110 000 естонців. Тобто, у 1917 році 93 % представників естонської діаспори проживало на сході — у Російській імперії, а у 1945 році частка східної діаспори впала до 55 %.

#### Після 1989
Після відновлення незалежності Естонії в 1991 році, до 2006 року 35 000—40 000 естонців переїхали до країн Західної Європи.

### Доля естонців у Радянському Союзі
За часів радянської влади естонська діаспора зазнала утисків, заборони на вільний розвиток національної культури, значної асиміляції. З 1917 по 1945 роки кількість естонців у східній діаспорі скоротилася майже вдвічі. Після 1945 року близько 50 000 естонців було депортовано з Естонії до Росії, однак приблизно така сама кількість естонців переїхала з Росії до Естонії. Розмір естонської діаспори зменшився з 143 000 осіб в 1937 році до 95 000 осіб на момент першого післявоєнного перепису в Радянському Союзі в 1959 році. У 1989 році в СРСР поза межами Естонії мешкало 65 000 естонців, у 2000 році на території колишнього СРСР проживало 40 000 естонців. У 1990 році більшість естонців східної діаспори — 46 000 осіб — проживала у РСФСР, у 2000 році в Росії мешкало 28 000 осіб.

## Кількість естонців в різних країнах

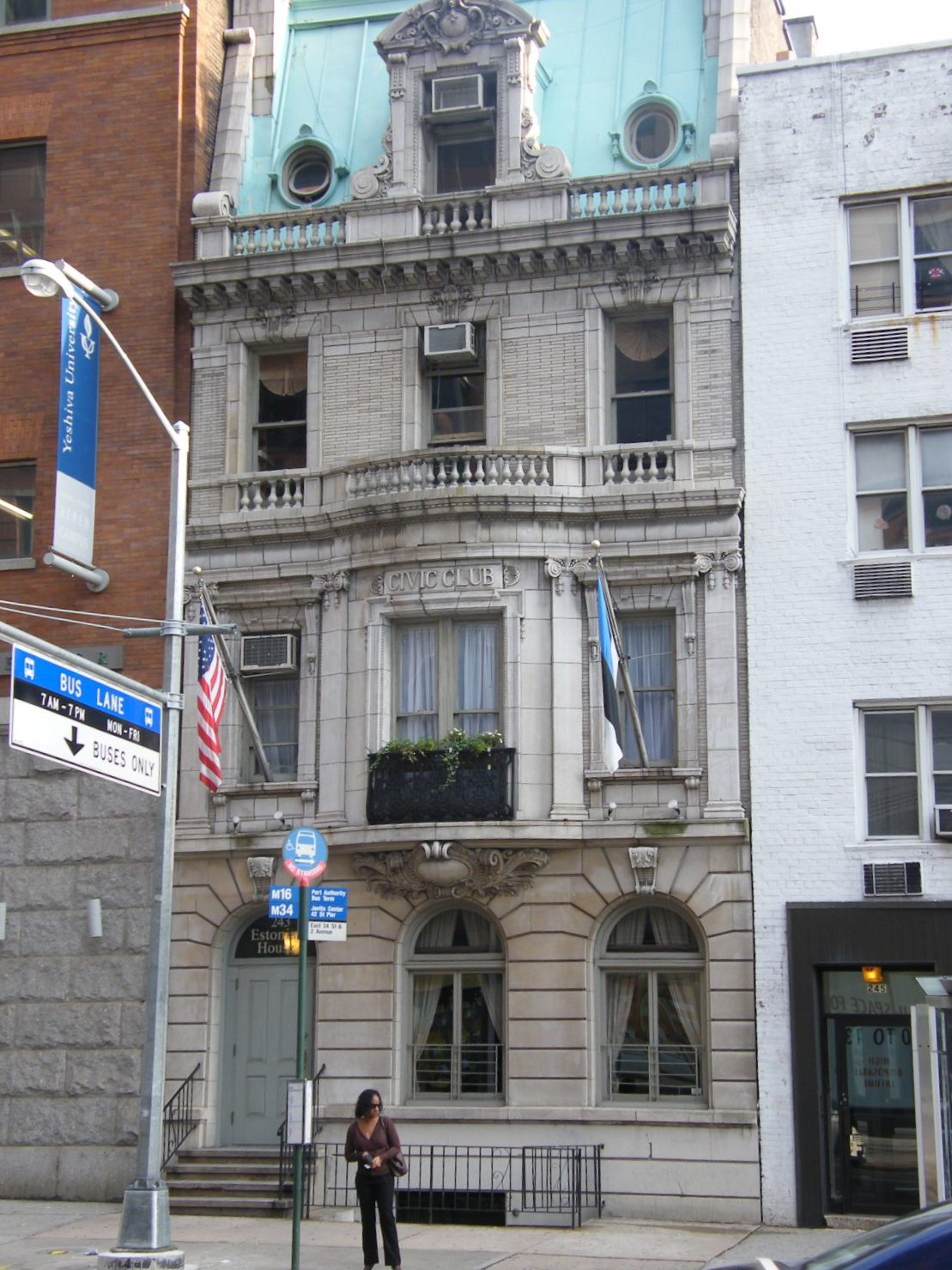
Естонський дім у Нью-Йорку, у Брукліні. Побудований у 1898—1899 роках, належить естонській громаді з 1946 року. Є центром культурного життя естонської діаспори сходу США.

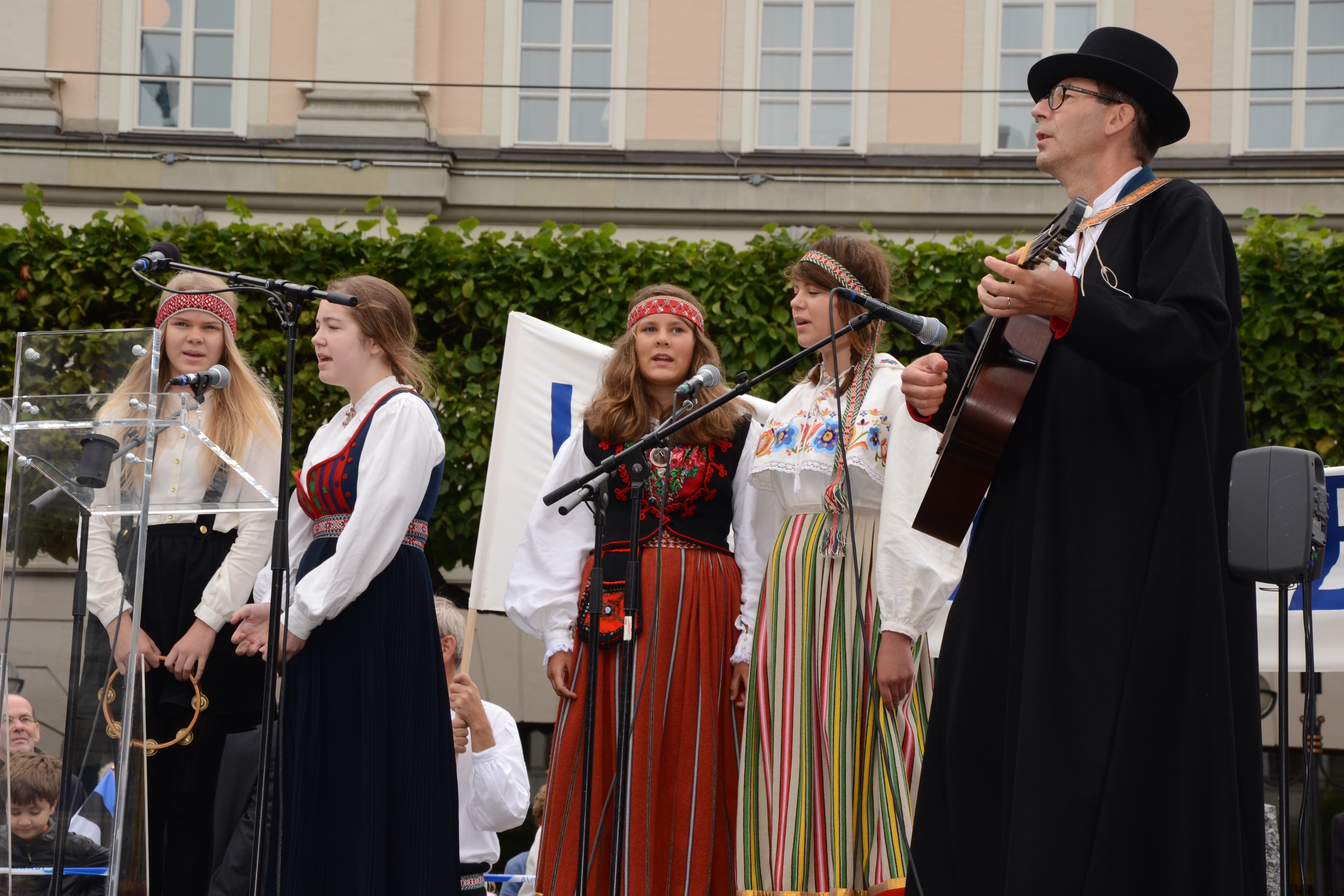
Виступ учнів естонської школи у Стокгольмі, Швеція.

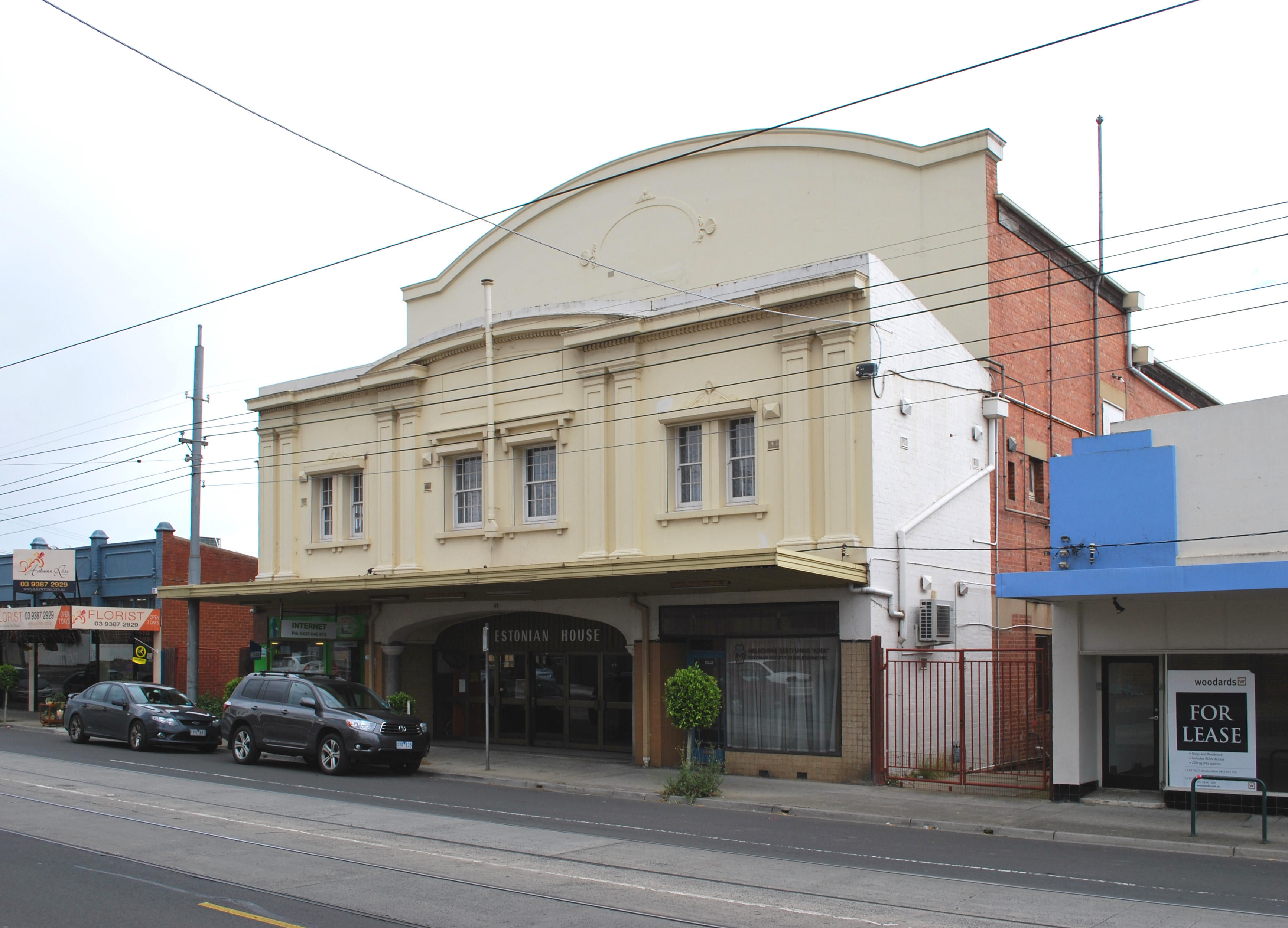
Естонський дім в Австралії. Брунсвік-Вест, передмістя Мельбурну.

У 2010 році у діаспорі проживало близько 12 % всіх естонців.
| Країна          | Кількість населення | Кількість населення |
| Країна          | 1997                | Інші роки           |
| США             | 26760               |                     |
| Швеція          | 26438               |                     |
| Канада          | 20530               |                     |
| Росія           | 46390               |                     |
| Фінляндія       | 8710                |                     |
| Австралія       | 6330                |                     |
| Німеччина       | 4469                |                     |
| Україна         | 4208                | 2868 (2001)         |
| Казахстан       | 3397                |                     |
| Латвія          | 3312                | 1009 (2009)         |
| Велика Британія | 2730                |                     |
| Грузія          | 2316                |                     |
| Узбекистан      | 854                 |                     |
| Білорусь        | 804                 |                     |
| Литва           | 598                 |                     |
| Киргизстан      | 430                 |                     |
| Азербайджан     | 324                 |                     |
| Молдова         | 282                 |                     |
| Туркменістан    | 217                 |                     |
| Таджикистан     | 147                 |                     |
| Нова Зеландія   | 130                 |                     |
| Бразилія        | 120                 |                     |
| Франція         | 110                 |                     |
| Бельгія         | 100                 |                     |
| Вірменія        | 89                  |                     |
| Аргентина       | 70                  |                     |
| Норвегія        | 70                  |                     |
| Швейцарія       | 60                  |                     |
| Ізраїль         | 50                  |                     |
| Венесуела       | 50                  |                     |
| ПАР             | 50                  |                     |
| Данія           | 50                  |                     |
| Нідерланди      | 40                  |                     |
| Інші            | 300                 |                     |
| Загалом         | 160000              |                     |

## Виноски
1. 1 2   Розподіл населення за національністю та рідною мовою. Сайт http://www.ukrcensus.gov.ua. Державний комітет статистики України. 2004. Процитовано березень 2016. {{cite web}}: Зовнішнє посилання в |work= (довідка)
2. 1 2 3 4 5 6 7 8 9 10 11  Tiit Tammaru, Kaja Kumer-Haukanoỡmm and Kristi Anniste. The Formation and Development of the Estonian Diaspora [Архівовано 4 серпня 2016 у Wayback Machine.]. // Journal of Ethnic and Migration Studies. Vol. 36, No. 7, August 2010, pp. 1157—1174. ISSN 1369-183X print, ISSN 1469-9451 online (англ.)
3. ↑   M.Vihman. Rahvastik. TÜ Narva Kolledz. {{cite web}}: |access-date= вимагає |url= (довідка); Пропущений або порожній |url= (довідка) (ест.)
4. ↑  Lätis elab 1009 Eesti kodanikku. Сайт http://maailm.postimees.ee. Postimees. 15. oktoober 2009. Архів оригіналу за 12 квітня 2016. Процитовано березень 2016. {{cite web}}: Зовнішнє посилання в |work= (довідка) (ест.)